# Minia (província)
Minia ou Menia (em árabe: محافظة المنيا‎; romaniz.: Muḥāfẓet El Minya) é uma província (moafaza) do Egito sediada em Minia. Possui 32 279 quilômetros quadrados e segundo censo de 2018, havia 5 673 629 habitantes.